# Boränget Sveden
Boränget Sveden var en av SCB avgränsad och namnsatt småort i Falu kommun i Dalarnas län. Den omfattar bebyggelse i byarna Boränget och Sveden belägna strax sydväst om Svärdsjö, norr om Borängessjön i Svärdsjö socken. 2015 klassades bebyggelsen som en del av tätorten Svärdsjö.